# Liou Kuo-čung
Liou Kuo-čung (čínsky pchin-jinem Liú Guózhōng, znaky zjednodušené 刘国中; * červenec 1962) je čínský komunistický politik, člen politbyra (od 2022) a místopředseda vlády (od 2023). Předtím zaujímal funkce tajemníka šensijského provinčního výboru KS Číny (2020–2022), guvernéra Šen-si (2018–2020), guvernéra Ťi-linu (2016–2018), zástupce tajemníka s’čchuanského provinčního výboru KS Číny (2016) a člena sekretariátu Všečínské federace odborů (2013–2016). Před rokem 2013 pracoval přes dvě desetiletí ve státních i stranických úřadech v provincii Chej-lung-ťiang, přičemž začínal jako řadový referent a končil jako zástupce guvernéra provincie.

## Kariéra
Liou Kuo-čung se narodil v červenci 1962 v okrese Wang-kchuej na západě centrální části provincie Chej-lung-ťiang. V letech 1978–1982 navštěvoval Technologický institut v Nanjingu, kde vystudoval obor konstrukce a výroba dělostřeleckých systémů, poté nastoupil do továrny v Charbinu. Od roku 1985 pokračoval ve studiích na Charbinském technologickém insitutu, kde absolvoval roku 1988 v oboru tlakového zpracování materiálů a roku 1990 dokončil postgraduální studium v oboru systémové inženýrství. Mezitím  roku 1986 vstoupil do Komunistické strany Číny. Od roku 1990 pracoval v oddělení plánování ekonomického výboru provinční vlády Chej-lung-ťiangu, později přešel do úřadu generálního sekretáře, a pak do výzkumného úřadu vlády Chej-lung-ťiangu, který řídil. V letech 2004–2007 vykonával funkci tajemníka prefekturního výboru KS Číny v Che-kangu na severu Chej-lung-ťiangu. Roku 2007 byl jmenován generálním sekretářem chejlungťiangského provinčního výboru KS Číny a od roku 2011 působil jako zástupce guvernéra Chej-lung-ťiangu. V těchto letech spolupracoval s pozdějším členem stálého výboru politbyra Li Čan-šuem, guvernérem Chej-lung-ťiangu v letech 2007–2010.
V říjnu 2013 byl Liou Kuo-čung jmenován členem sekretariátu Všečínské federace odborů. V únoru 2016 byl přeložen na post zástupce tajemníka s’čchuanského provinčního výboru KS Číny. Ve funkci působil deset měsíců, než byl přeložen do Ťi-linu, aby se stal úřadujícím guvernérem provincie, ve funkci guvernéra ho v lednu 2017 potvrdilo provinční lidové shromáždění. Na závěr XIX. sjezdu KS Číny v říjnu 2017 byl zvolen členem ústředního výboru (znovuzvolen 2022). V prosinci 2017 byl jmenován zástupcem stranického tajemníka v provincii Šen-si, a v lednu 2018 byl zvolen guvernérem Šen-si, v červenci 2020 přešel do funkce tajemníka šensijského provinčního výboru KS Číny, kde vystřídal Chu Che-pchinga.
Na XX. sjezdu KS Číny v říjnu 2022 byl potvrzen v ústředním výboru, načež ho ústřední výbor zvolil členem politbyra. V listopadu 2022 ho ve vedení strany v Šen-si nahradil Čao I-te a v březnu 2023 byl při sestavení nové vlády jmenován místopředsedou vlády ze zodpovědností za zemědělství a venkov, vodní zdroje, zdravotnictví a družstevnictví.